# Kevin Magaña
Kevin Uriel Magaña Araujo (ur. 1 lutego 1998 w Guadalajarze) – meksykański piłkarz występujący na pozycji skrzydłowego, od 2022 roku zawodnik Mineros.